# Black Coffee
Nkosinathi Innocent Maphumulo (eThekwini, Zuid-Afrika, 11 maart 1976), beter bekend onder zijn artiestennaam Black Coffee, is een Zuid-Afrikaanse dj, muziekproducent en songwriter. 

## Vroege leven en carrière
Maphumulo werd geboren in eThekwini, Zuid-Afrika, en groeide op in Umtata. Op 11 februari 1990 raakte hij gewond bij een ongeluk tijdens de viering van Nelson Mandela’s vrijlating, waarbij hij een brachiale plexusletsel opliep en het gebruik van zijn linkerarm verloor.
Maphumulo studeerde Jazz Studies aan het Durban University of Technology en werkte als achtergrondzanger voor Madala Kunene. Samen met schoolvrienden vormde hij het afro-poptrio SHANA, dat onder contract stond bij Melt 2000. Hij begon zijn DJ-carrière in 1994 en kreeg bredere bekendheid na zijn deelname aan de Red Bull Music Academy in 2004. Maphumulo richtte het platenlabel Soulistic Music op om zijn debuutalbum Black Coffee (2005) uit te brengen, waarin elementen van R&B en jazz werden verwerkt. Sindsdien heeft hij negen studioalbums uitgebracht.

## Muzikale stijl en status
Black Coffee staat wereldwijd bekend als een van de belangrijkste vertegenwoordigers van afro house, een genre dat traditionele Afrikaanse ritmes combineert met moderne housemuziek. Zijn kenmerkende geluid, waarin diepe percussie, soulvolle melodieën en subtiele elektronische invloeden samenkomen, heeft hem internationale erkenning opgeleverd. 
Met optredens op prestigieuze festivals als Coachella en Tomorrowland, en samenwerkingen met artiesten als Drake, David Guetta en Usher, heeft Black Coffee een brug geslagen tussen de Afrikaanse muziekscene en de wereldwijde dance-industrie. Hij wordt beschouwd als een pionier en icoon binnen de elektronische muziek, en zijn invloed heeft bijgedragen aan de wereldwijde popularisering van afro house.

## Awards
Zijn onderscheidingen omvatten acht South African Music Awards, vier DJ Awards, twee Metro FM Awards en een Grammy Award for Best Dance/Electronic Album.